# Elías Tormo
Elías Tormo y Monzó (Albaida, 23 de junio de 1869-Madrid, 21 de diciembre de 1957) fue un crítico literario y de arte, jurista, historiador, arqueólogo y político español, ministro de Instrucción Pública y Bellas Artes durante la dictablanda de Dámaso Berenguer.

## Biografía
Doctor en Derecho y Filosofía y Letras, fue catedrático de Derecho Natural en la Universidad de Santiago, de Teoría Literaria en la Universidad de Salamanca y de Historia del Arte en la Universidad Central de Madrid de la que llegaría a ser su rector. Miembro del Partido Conservador, fue elegido diputado a Cortes por el distrito electoral de Albaida en 1903. Desde 1907 fue senador en representación corporativa de la Sociedad Económica de Valencia. Durante la dictadura de Primo de Rivera fue miembro de la Asamblea Nacional Consultiva y, entre el 24 de febrero de 1930 y el 18 de febrero de 1931 desempeñó la cartera de Instrucción Pública y Bellas Artes en el gobierno que presidió Dámaso Berenguer.  
En noviembre de 1923 la Universidad Central le encomendó, como ponente, el dictamen solicitado por el Directorio militar para aclarar cuál debería ser considerado como único escudo de la nación dada la confusión existente. Elías Tormo propuso varios cambios en las armas reales para hacer coincidir su parte central (escusón) con las armas nacionales de 1874.
Durante la dictadura de Francisco Franco ejerció de procurador en las Cortes franquistas (1949-1952) en el apartado de instituciones culturales, en representación de la Real Academia de Bellas Artes de San Fernando.
Académico de la Real Academia Española de la Historia, publicó una extensa obra sobre temas de arte y arqueología.
Residió en el madrileño edificio de la Real Compañía Asturiana de Minas, situado en la plaza de España.

## Distinciones
- Gran Cruz de la Orden de Isabel la Católica (1920)
- Gran Oficial de la Orden Militar de Santiago de la Espada (1941)[10]